# Schienenverkehr in der Türkei

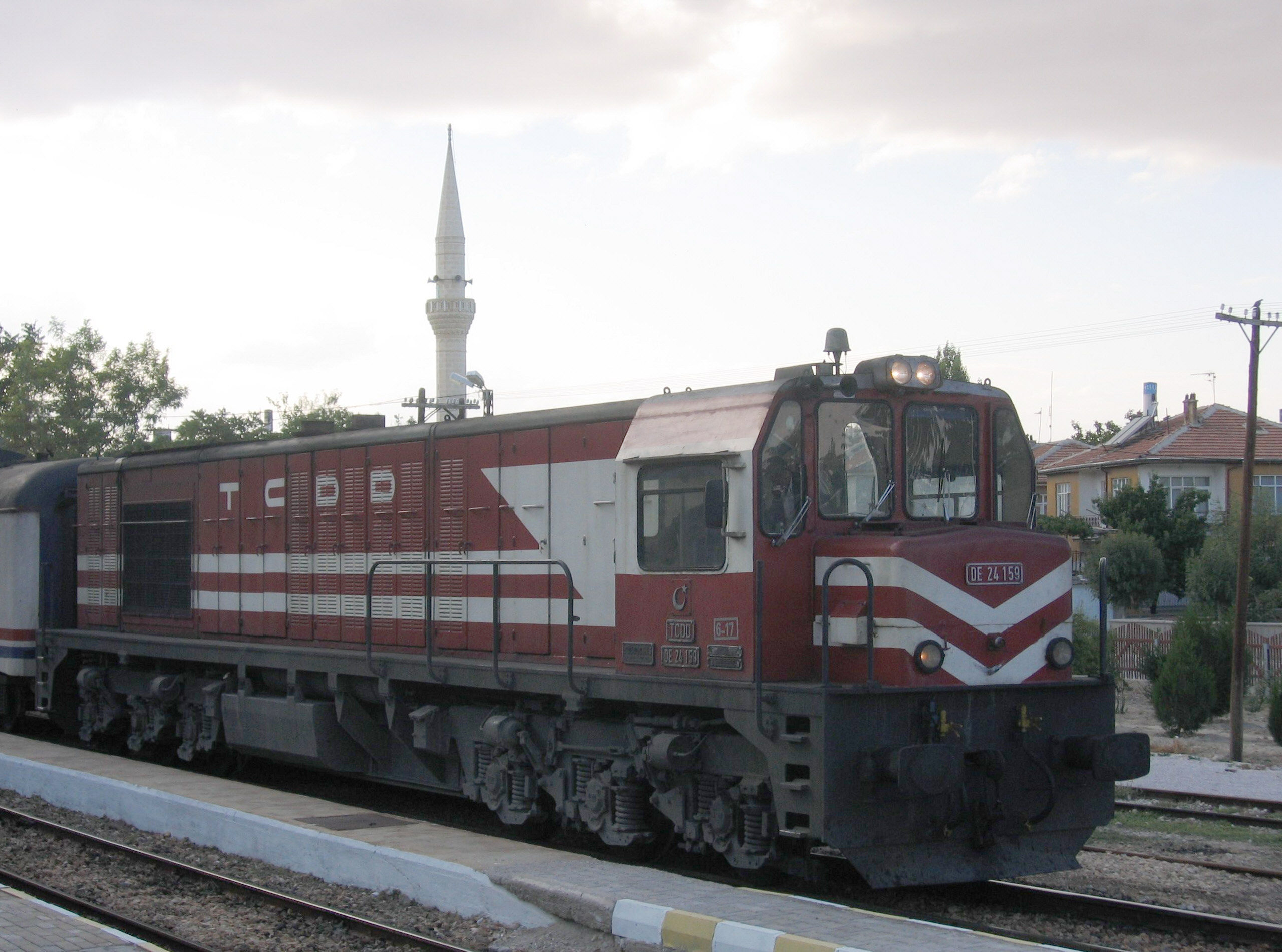
Lokomotive des „Blauen Zugs“ mit Eurofimawagen in Karaman

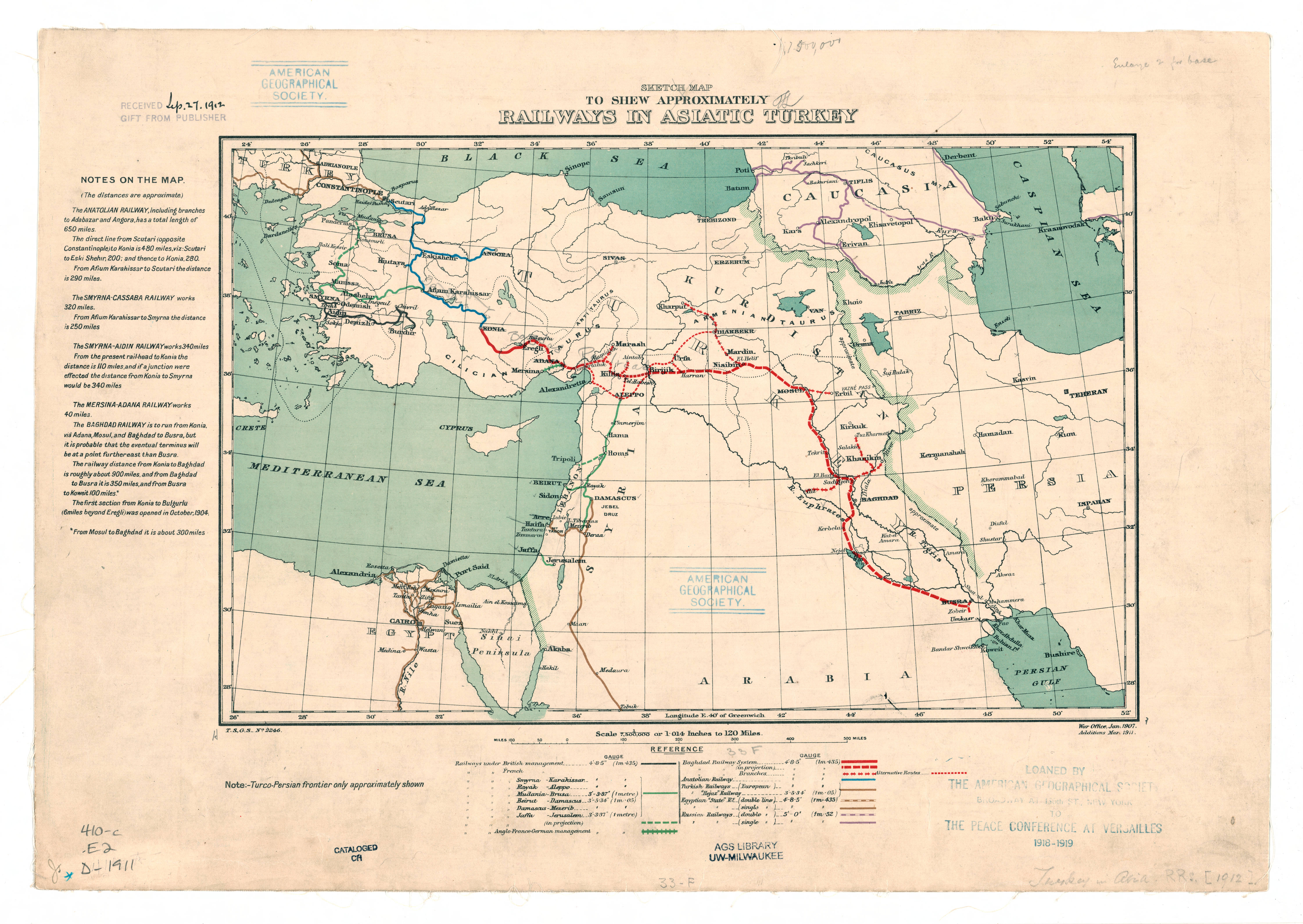
Karte der Eisenbahnlinien in der Türkei (Britisches Kriegsministerium, 1911)

Der Schienenverkehr in der Türkei wird von der staatlichen Eisenbahngesellschaft Türkiye Cumhuriyeti Devlet Demiryolları (TCDD) dominiert. Sie ist aus der Verstaatlichung privater Eisenbahngesellschaften durch die Republik Türkei in den Jahren 1921–1953 hervorgegangen. Neben dem Eisenbahnnetz bestehen verschiedene städtische Schienenverkehrsnetze in vielen türkischen Großstädten, darunter den Millionenstädten Istanbul, Ankara, Izmir und Bursa. 

## Geschichte

### Ausgangssituation

#### Geographische Ausgangssituation
Hauptschwierigkeiten beim Erschließen der Türkei durch Eisenbahnen sind die erheblichen Höhenunterschiede, ihre Weiträumigkeit und die ungleichmäßige Verteilung der Bevölkerung.

#### Politische Lage

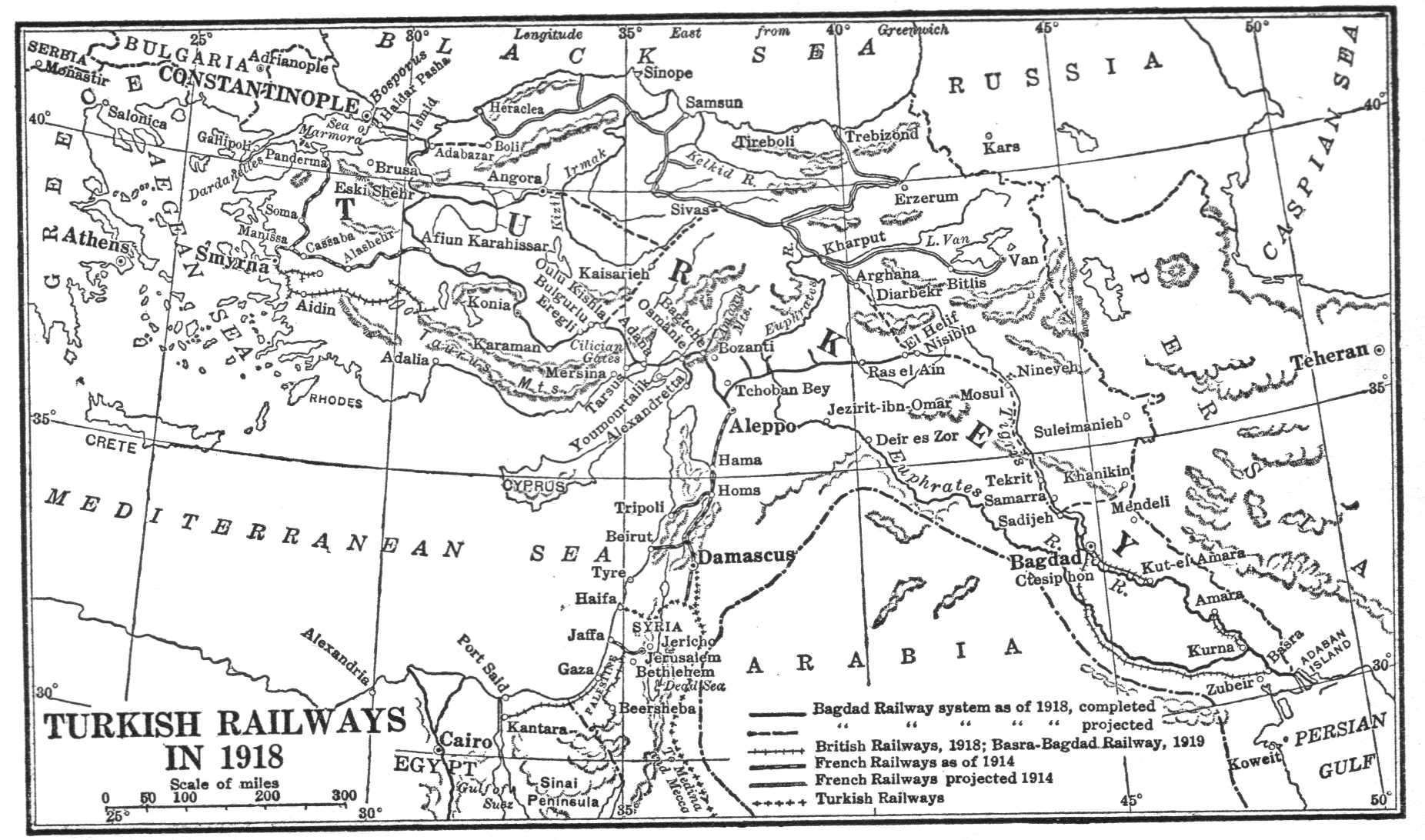
Das Schienennetz in der Türkei am Ende des Ersten Weltkriegs

Im 19. Jahrhundert war das Osmanische Reich in Verwaltung, Politik, Wirtschaft und Verkehr gegenüber den europäischen Großmächten stark ins Hintertreffen geraten. Das Osmanische Reich war beim Eisenbahnbau sowohl auf ausländisches Kapital als auch auf ausländische Technik angewiesen. In der Folge des Krimkriegs verstärkte sich ausländischer Einfluss und Interesse an wirtschaftlichen Aktivitäten im Osmanischen Reich. Dabei kam es zunächst zum Bau weniger Stichbahnen von der Küste ins Hinterland, die ausschließlich den Wirtschaftsinteressen der Kapitalgeber folgten, Export von Rohstoffen und Import von Waren erleichterten, osmanische Interessen aber nicht berücksichtigten. Eine solche „Eisenbahnpolitik“ führte zu einzelnen Verbindungen, nicht aber zu einem Eisenbahnnetz.
Nach Staatsbankrott und einer Staatskrise des Osmanischen Reiches in der zweiten Hälfte der 1870er Jahre übernahm der Kalif-Sultan Abdülhamid II. die Macht. Er versuchte, europäische Errungenschaften in sein politisches Programm zu integrieren, um sein Reich zu stabilisieren und zu modernisieren. Dazu zählte auch die positive Einstellung zum Eisenbahnbau. Abdülhamid II. nimmt dazu in seiner Autobiographie Stellung: 
„Ich beschleunigte den Bau der Anatolischen Eisenbahn mit allem Nachdruck. Zweck der Bahn ist, Mesopotamien und Bagdad mit Anatolien zu verbinden und den Persischen Golf zu erreichen. Dies wird Dank deutscher Hilfe gelingen. Getreide, das zuvor verdarb, findet Märkte und unsere Bergwerke erhalten Zugang zum Weltmarkt. Für Anatolien ist damit eine gute Zukunft vorbereitet. Der Kampf der Großmächte um den Bau der Bahnen auf dem Gebiet unseres Reiches ist bedrohlich und verdächtig. Auch wenn es die Großmächte nicht zugeben: Die Bahnen sind nicht nur für die Wirtschaft wichtig, sondern auch aus politischen Gründen.“

### Erste Bahnen

#### Stichbahnen

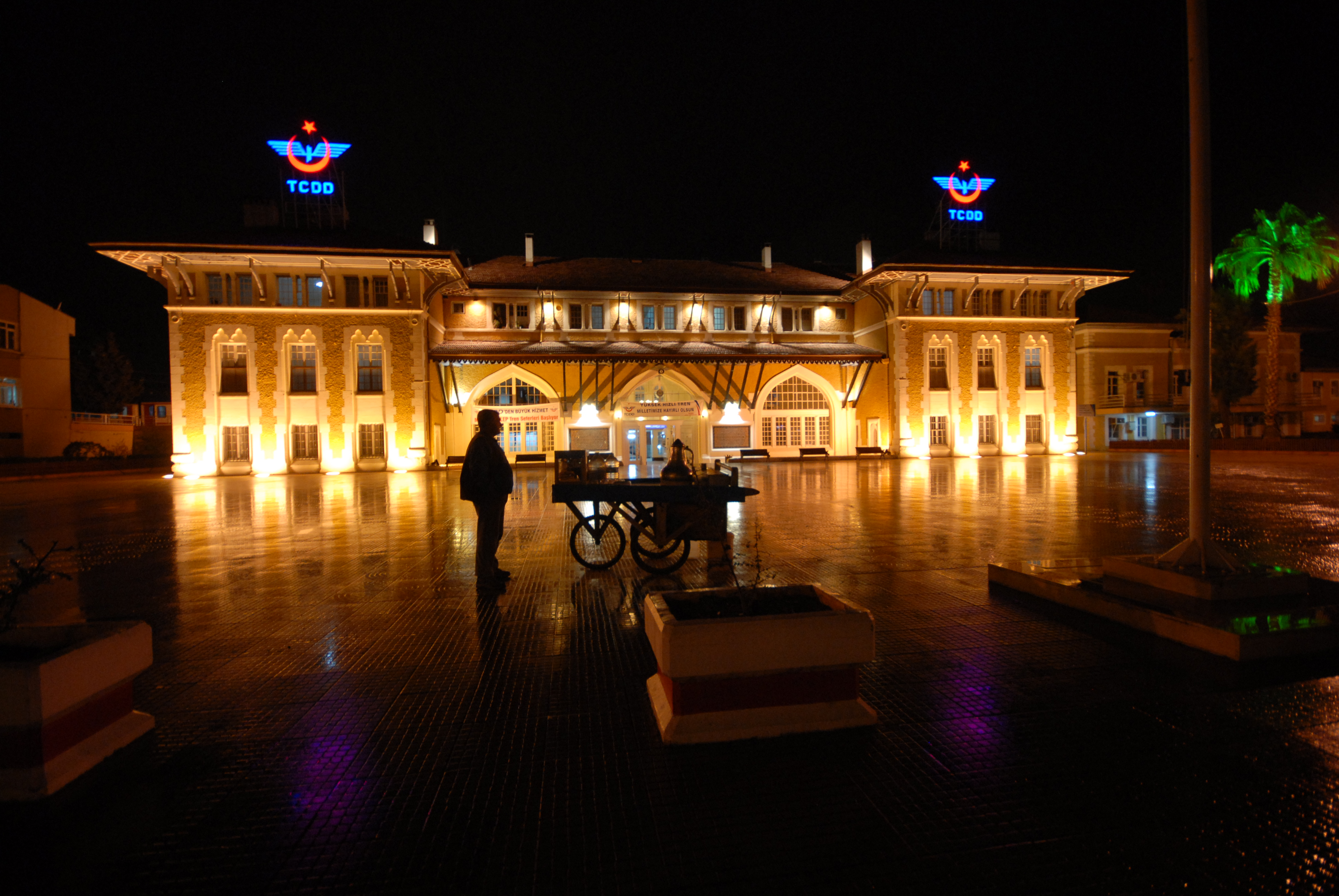
Bahnhof von Adana an der Bagdadbahn

Ausgangspunkt für den britischen Handel und Bahnbau war die Hafenstadt Izmir. Von hier wurde beginnend mit der Eröffnung eines ersten Abschnitts am 24. Dezember 1860 die erste Eisenbahnstrecke über Torbalı und Selçuk nach Aydın mit einer Länge von 73 km erbaut. Die Ottoman Railway Company (ORC) litt von Beginn an unter Finanzierungsschwierigkeiten, Aydin wurde daher erst etappenweise 1866 erreicht.
Ab 1863 schloss sich der Bau einer 93 km langen Strecke von Izmir nach Norden, nach Manisa und Turgutlu an. Die ab 1893 als Chemin de fer de Smyrne-Cassaba et Prolongements bezeichnete Betreibergesellschaft wurde zunächst ebenfalls mit britischem Kapital finanziert, ging aber später in französischen Besitz an eine Investorengruppe um Georges Nagelmackers. Ihr erster Abschnitt wurde 1866 eröffnet und bis 1890 nach Soma und Aleşehir erweitert. Diese Strecken trugen sehr zum Aufschwung von Izmir bei. Auch waren sie, nachdem sie später mit der Anatolischen Eisenbahn und dem Marmarameer verbunden waren, von militärischer Bedeutung, da sie Truppentransporte von Istanbul aus erleichterten. Weitere Stichbahnen entstanden zum Beispiel vom Marmarameer nach Bursa und von Mersin nach Adana.

#### Fernbahnen
Erste Überlegungen zu einer das Osmanische Reich querenden Eisenbahnmagistrale vom Mittelmeer in Richtung Osten wurden schon in den 1830er Jahren in Großbritannien angestellt, um den Weg nach Indien zu erleichtern und die Transportzeiten zu verkürzen. Diese Überlegungen traten aber nach dem Entstehen der Dampfschifffahrt und der Eröffnung des Suezkanals (1869) wieder in den Hintergrund.
Gleichzeitig sollte das ausgedehnte osmanische Staatsgebiet in Asien erschlossen werden. Um die von der Hauptstadt weit abliegenden Gebiete in Mesopotamien und Arabien weiter beherrschen zu können, benötigte der Staat eine Eisenbahnanbindung. 1872 wurde der deutsche Ingenieur Wilhelm Pressel damit beauftragt, ein Eisenbahnnetz für das Osmanische Reich zu planen. Der von ihm unterbreitete Vorschlag enthielt als zentrale Achse erstmals die Bagdadbahn, ausgehend von der Hauptstadt Istanbul.
Umgesetzt wurde diese Planung zunächst mit dem ersten Bau einer Staatsbahn im Osmanischen Reich, die von Istanbul nach Anatolien vorstoßen sollte, ein Vorhaben, das aber schon nach 91 km in İzmit stecken blieb. Dieser Torso diente dann ab 1888 als Ausgangspunkt für die ersten Fernbahnen des Osmanischen Reichs, die Anatolische Eisenbahn (CFOA), 1892 nach Ankara und 1896 nach Konya. Diese Strecken verzweigten sich in Eskişehir. Der Ast nach Konya diente schließlich ab 1903 als Ausgang der Bagdadbahn, auf deren Vollendung sich nun bis zum Ende des Ersten Weltkriegs die Aktivitäten des Bahnbaus in dem Gebiet konzentrierten, das sich anschließend als Türkei konstituierte.
Das Kapital für diese Investitionen konnte nur gewonnen werden, indem der osmanische Staat eine Gewinngarantie pro Kilometer gebauter Strecke gewährte und den Eisenbahngesellschaften die Bergrechte über 10 km links und rechts der Bahnstrecke einräumte. Beides verleitete dazu, die Strecken möglichst preiswert zu bauen, also Kunstbauten zu vermeiden und mäandernde Trassenführungen zu bevorzugen.
Im europäischen Teil des Osmanischen Reiches, „Rumelien“, entstanden 2383 km normalspurige Strecken, überwiegend unter Ägide der 1870 von Moritz von Hirsch gegründeten Compagnie des Chemins de fer Orientaux. Die 1873 eröffnete Strecke von İstanbul nach Sofia war Teil der international angestrebten Schienenverbindung von Paris zur osmanischen Hauptstadt. Außerdem baute die Gesellschaft von Saloniki eine Strecke nach Üsküb (Skopje) und verlängerte sie wenig später bis Priština; die weitere Verlängerung durch Bosnien nach Österreich kam nicht mehr zustande. Die Verbindung von İstanbul über Sofia nach Mitteleuropa und Paris wurde von den unabhängig werdenden Staaten Serbien und Bulgarien vervollständigt. Schon vor dem Ersten Weltkrieg übernahmen Bulgarien und das Königreich Griechenland große Teile des unter osmanischer Hoheit in Europa angelegten Netzes.

### Entwicklung in der Republik Türkei
Nach der Niederlage des Osmanischen Reichs im Ersten Weltkrieg wurde ein erheblicher Teil des späteren Staatsgebiets der Türkei durch alliierte Truppen besetzt. 1920 übernahm die kemalistische Regierung 926 km CFOA-Strecke und eine Teilstrecke der Bagdadbahn zwischen Konya und Kelebek von der britischen Militärverwaltung und stellte sie unter staatliche Verwaltung, zum 25. Januar 1923 geschah das Gleiche mit der Strecke Istanbul–Izmit.
Zum 20. Oktober 1921 gingen die Betriebsrechte an der Bagdadbahn zwischen Pozantı im Taurus und Nusaybin (821 km) sowie die Zweigbahnen nach Mersin (49 km), İskenderun (59,6 km) und Mardin (25 km) mit dem Vertrag von Ankara auf eine französische Gesellschaft über, die Société du Chemin de fer Cilicie – Nord Syrie (C.N.S), wenig später umbenannt in Société d’Exploitation des Chemins de fer Bozanti – Alep – Nissibie et Prolongements (BANP). Ab 1921, letztendlich durch den Vertrag von Lausanne 1923, wurde die Südseite der Eisenbahntrasse der Bagdadbahn zwischen Karkamış (Dscherablus) und Nusaybin auf 383 km als Grenze zwischen der Türkei und Syrien festgelegt. Sämtliche Empfangsgebäude entlang dieser Strecke lagen auf der Südseite, jetzt also in Syrien, und waren nach Orten südlich der Strecke benannt. Die Türkei, der das Streckengleis zufiel, errichtete später auf der Nordseite neue Empfangsgebäude und benannte sie nach Orten auf türkischem Gebiet.
Nach Gründung der Republik Türkei 1923 wurden in der Eisenbahnpolitik zwei grundsätzliche Ziele gesetzt:
1. Überführung der Bahnen aus ausländischem Eigentum in eine türkische Staatsbahn
2. Ausbau des Bahnnetzes, nun ausschließlich in türkischem Interesse

Um das Programm umzusetzen, wurde die Türkische Staatsbahn Türkiye Cumhuriyeti Devlet Demiryolları (TCDD) durch ein Gesetz vom 23. Mai 1927 gegründet. Das Programm wurde über einen Zeitraum von 50 Jahren vorangetrieben und mit dem Anschluss an das iranische Eisenbahnnetz 1975 vorläufig vollendet.
Von großer Bedeutung für die Entwicklung des Schienenverkehrs in der Türkei war Nuri Demirağ.

#### Verstaatlichung
Das Gesetz Nr. 506 vom 22. April 1924 beschloss den Ankauf der Anatolischen Eisenbahn. 1933 wurde als weiteres Teilstück der Bagdadbahn von der TCDD der Abschnitt Adana–Fevzipaşa übernommen, die BANP zum 1. Juli 1933 aufgelöst. An ihre Stelle trat für die verbleibenden Strecken auf türkischem Staatsgebiet als Infrastrukturbetreiber die (türkische) Südbahn-Aktiengesellschaft Cenup Demiryollari (CD). Betriebsführerin, also Eisenbahnverkehrsunternehmen, wurde die französisch-syrische Gesellschaft Société du Chemin de fer Damas–Hamah et Prolongements (D.H.P.). Die in der europäischen Türkei verbliebenen Strecken der Compagnie des Chemins de fer Orientaux wurden 1937 verstaatlicht. 1948 ging auch der restliche Teil der Strecke bis zum Grenzübergang von Nusaybin auf die TCDD über, die CD wurde aufgelöst. Damit war die Verstaatlichung der Eisenbahnstrecken in der Türkei abgeschlossen. Die Türkei hatte bis zu diesem Zeitpunkt aus privater Hand 4138 km Strecke übernommen.

#### Ausbau des Netzes
Aufgrund des territorialen Zuschnitts der Türkei bedeutete das vor allem den Bahnbau in West-Ost-Richtung mit dem Anschluss an die Bahnen in Russland und Persien und die Verknüpfung bereits bestehender Strecken. Bis 1950 baute die Türkei 3578 km neue Strecken. Dabei wirkte sich der Zweite Weltkrieg sehr hemmend aus: Von den genannten, gebauten Bahnkilometern wurden nur 370 km nach 1940 fertiggestellt.

## Betrieb

### Netz

Schienennetz des TCDD

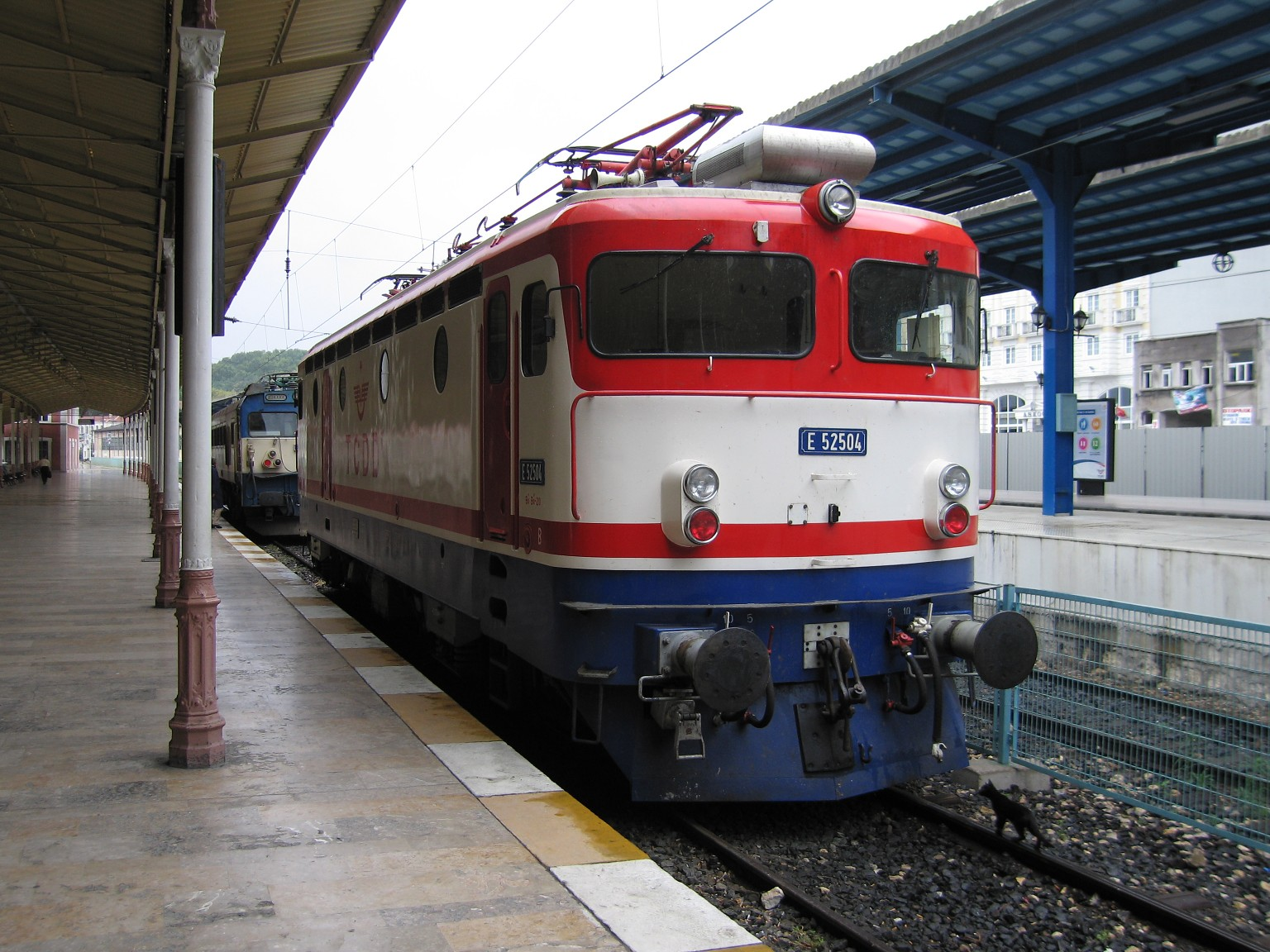
Lok der TCDD im Bahnhof Sirkeci

Das türkische Streckennetz hat eine Länge von 12.532 km, davon sind 1.213 km Hochgeschwindigkeitsstrecken. 3.938 km des Netzes sind elektrifiziert, auf 5.008 km wird die Betriebssicherheit durch Signale gewährleistet. Das Netz war bis 2019 dreigeteilt:
- Europäisches Netz, westlich von Istanbul, mit den Strecken nach Griechenland und Bulgarien;
- Zentralnetz in Anatolien. Diese beiden Netze sind seit 2019 durch den 2013 fertiggestellten Marmaray-Tunnel verbunden;
- die vom Zentralnetz durch den Vansee getrennte Strecke von Van in den Iran. Der Schienenstrang endet von Ankara kommend in Tatvan. Zwischen Tatvan und Van verkehren eine Eisenbahnfähre und Linienbusse.

Bis Mitte der 1950er Jahre war die Eisenbahn in der Türkei das wichtigste Verkehrsmittel. Seitdem wurde sie durch den Straßenverkehr immer unbedeutender. Der Schienenverkehr wurde vernachlässigt, Vorrang hatte der Ausbau der Straßen. Zwischen 1950 und 1997 wuchs das Straßennetz um 80 %, das Schienennetz jedoch nur um 11 %.
Die Länge des Schienennetzes beträgt heute rund 12.532 km, davon sind knapp 20 % elektrifiziert. Am türkischen Gesamtverkehr macht der Anteil der Eisenbahn nur noch 10 % aus (Stand 1999), bei den Reisenden sogar nur noch 4 %. Dort liegen die absoluten Zahlen um 38 % unter denen von 1950, beim Güterverkehr um 60 %.
Elektrifiziert sind vier Teilnetze des Gesamtnetzes, so dass die elektrische Traktion dort jeweils im Inselbetrieb stattfindet: Die Strecke von der bulgarischen Grenze bis Istanbul-Sirkeci, Istanbul-Haydarpaşa–Ankara, das Umfeld von Izmir und der Abschnitt İskenderun–Malatya–Divriği.
Das türkische Hochgeschwindigkeitsnetz bestand 2014 aus den Strecken Sincan - Eskişehir (221 km), Polatli - Konya (212 km) und Eskişehir - Pendik (155 km).

### Personenverkehr

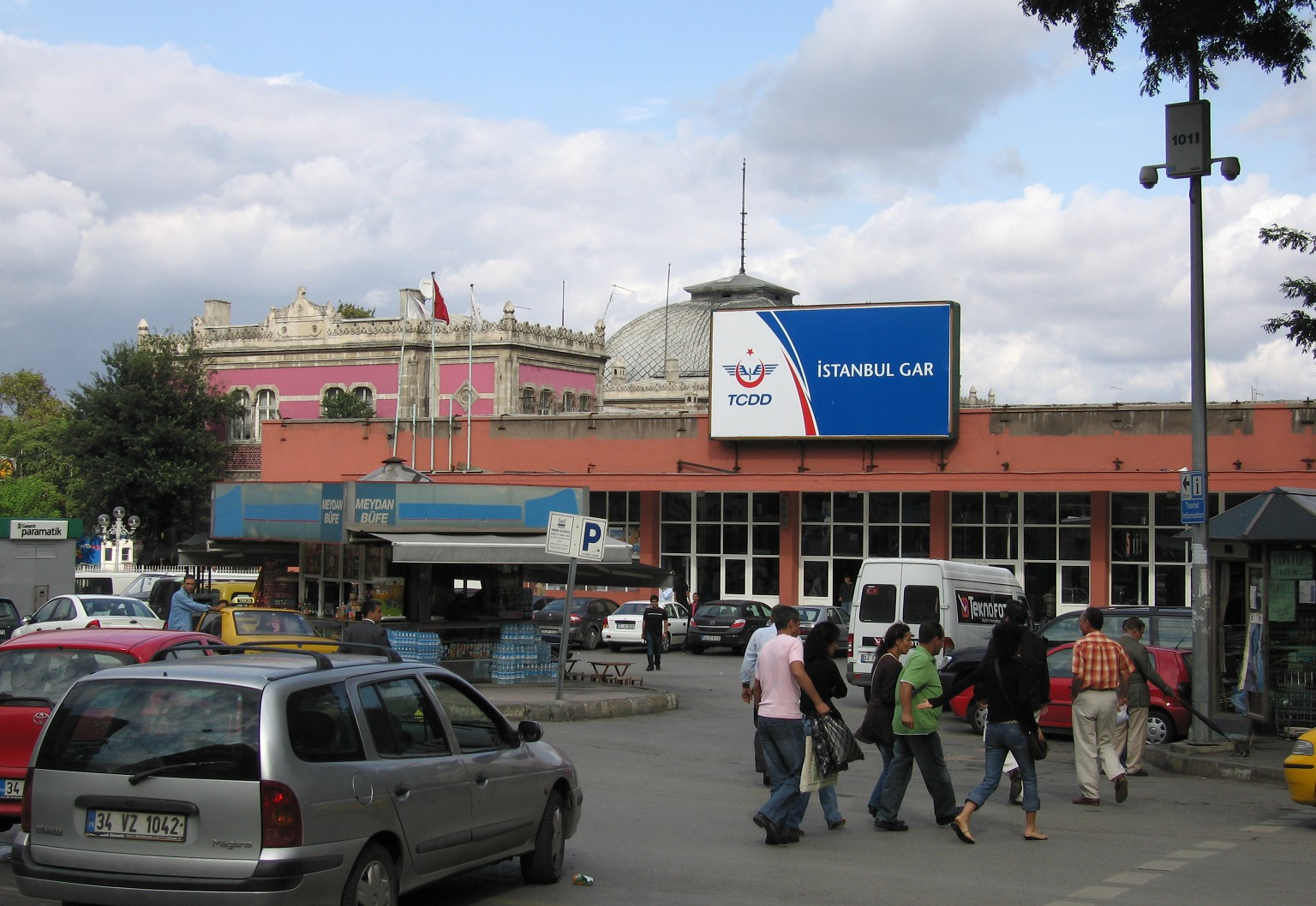
Bahnhof Sirkeci in Istanbul, heutiger Eingang

Der Personenverkehr der TCDD ist vergleichsweise spärlich. Die durchschnittliche Reisegeschwindigkeit liegt meist unter der des recht dichten Netzes der Busverkehre. Jedoch liegen die Fahrpreise der Eisenbahn etwa bei der Hälfte der Bus-Fahrpreise. Gedruckte Fahrpläne gibt es schon seit circa 15 Jahren nicht mehr und auch im Internet wird nur ein Teil der Verbindungen veröffentlicht. Für den regionalen Verkehr im Raum Izmir (bis zu 300 km Entfernung) wird seit dem Frühjahr 2007 eine Fahrplan-Broschüre herausgegeben. Ansonsten hängen die Fahrpläne nur auf den Bahnhöfen aus.
- Preisbeispiele Juni 2007:
- Adana-Mersin ca. 50 km – 3,50 YTL (ca. 2 €)
- Malatya-Fevzipasa ca. 200 km – 9,50 YTL (etwa 5,50 €)
- Adana-Elazig, ca. 500 km – 17 YTL (ca. 10 €)
- Fevzipasa-Afyon (Liegewagen), ca. 800 km – 22,25 YTL (ca. 13 €)

#### Hochgeschwindigkeitsverkehr
Die TCDD hat für den Hochgeschwindigkeitsverkehr bisher zwölf Triebzüge von CAF in Spanien beschafft. Die Züge wurden auf der Schiene von Spanien in die Türkei überführt. Sie tragen die Bezeichnung HT65000. Jede Einheit verfügt über eine „Business Class“ mit 55 Sitzplätzen in der Sitzanordnung 2+1 und 354 Sitze in der „Ersten Klasse“ in der Sitzanordnung 2+2. Damit gibt die TCDD den vor einigen Jahren eingeführten kompletten Ein-Klassen-Betrieb („Pullman“) teilweise wieder auf. Der Buffetbereich der Triebzüge weist acht Sitze auf. Die Türen sind in der Wagenmitte angeordnet. Die Triebzüge können auch in Doppeltraktion eingesetzt werden.
Ab 2016 werden achtteilige Hochgeschwindigkeitszüge vom Hersteller Siemens auf Grundlage der Velaro-Plattform unter der Bezeichnung HT 8000 eingesetzt.

#### Fernverkehr
Auf bedienten Strecken verkehrt in der Regel ein Fernzug pro Tag, meist als Nachtverbindung; zwischen Adana und Kayseri verkehrt tagsüber ein moderner Dieseltriebwagen. Einige Strecken werden jedoch noch seltener bedient. Ausnahme ist die Strecke Istanbul–Ankara, auf der pro Tag mehrere Tag- und Nachtverbindungen angeboten werden. Diese beginnen und enden wegen der Bauarbeiten zum Anschluss des Marmaray-Tunnels derzeit aber nicht mehr in Istanbul selbst.
Die im Fernverkehr eingesetzten Wagen sind in der Regel sehr modern. Das traditionelle Klassensystem wurde hier abgeschafft und durch die Einheitsklasse „Pullman“ ersetzt. Sitzwagen mit der Sitzanordnung 1 + 2 bieten einen Komfort wie Großraumwagen erster Klasse der mitteleuropäischen Bahnen – allerdings zu sehr viel niedrigeren Preisen. Darüber hinaus werden in Nachtverbindungen Schlafwagen (Zweibettabteile, WL A) und Liegewagen (Vierbettabteile, Ac) angeboten.
Speisewagen sind auch im Fernverkehr selten. Da die Züge meist nur kurz halten, können auch die an den Bahnhöfen bestehenden „Büffets“ nur selten genutzt werden, etwa bei einem Lokwechsel. Anders als in Russland gibt es auf den Bahnsteigen keine fliegenden Händler, einzelne Verkaufswagen kommen zwischendurch in fahrende Züge.

#### Grenzüberschreitender Verkehr

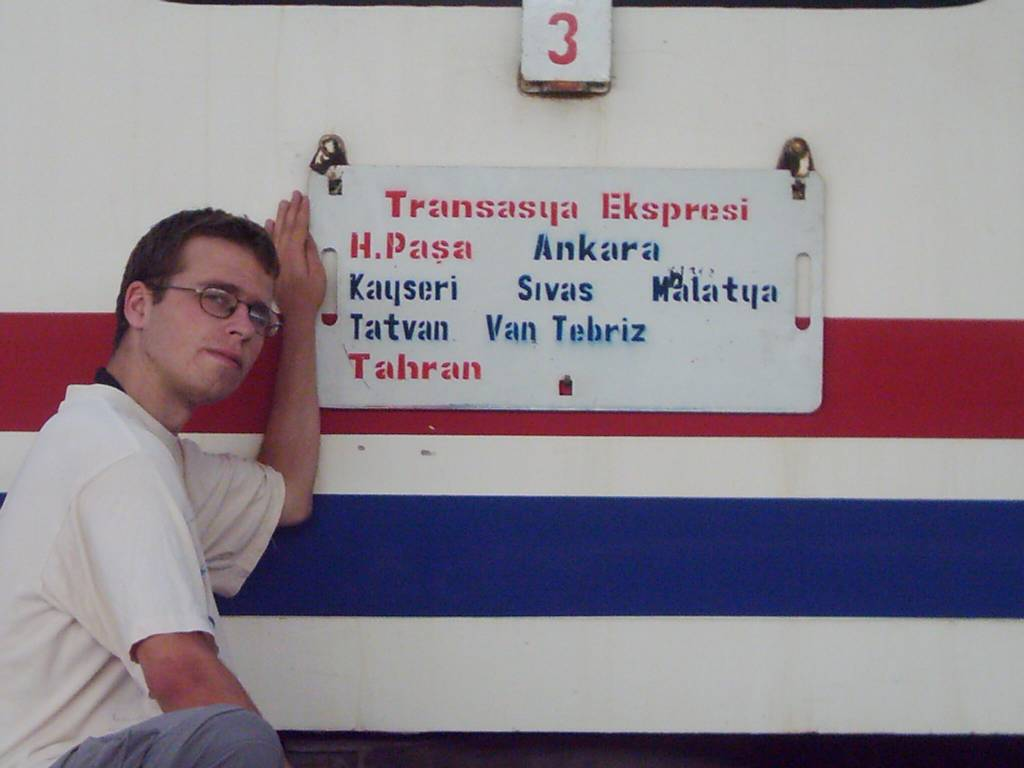
Zuglaufschild Ankara-Teheran

Der grenzüberschreitende Personenverkehr von und in die Türkei ist spärlich. Von Westen her verkehrt täglich ein Nachtzug von Sofia nach Istanbul, im Sommer mit Kurswagen nach Bukarest, allerdings endet der Zug aufgrund von Bauarbeiten in Istanbul am Vorortbahnhof Halkalı, der Bahnhof Istanbul Sirkeci ist damit zurzeit ohne Personenverkehr. Der Eisenbahngrenzübergang nach Armenien ist seit 1993 aus politischen Gründen geschlossen, die nach Syrien seit 2012 aufgrund des dort herrschenden Bürgerkriegs. Die Strecke in den Iran wird zurzeit nur im Güterverkehr bedient, der wöchentliche Personenzug Ankara–Teheran wurde nach einigen Anschlägen auf die Bahnstrecke in der Südosttürkei auf Betreiben der iranischen Eisenbahn eingestellt, da man die Sicherheit der Fahrgäste nicht mehr gewährleistet sah. Die Eisenbahnverbindung nach Georgien (Bahnstrecke Kars–Achalkalaki–Tiflis–Baku) ist im Oktober 2017 eröffnet worden, allerdings verkehren bisher nur Güterzüge, Personenverkehr soll in absehbarer Zeit aufgenommen werden.

#### Regionalverkehr
Auf einigen Streckenabschnitten verkehren „Regionalzüge“, jedoch ebenfalls meist nur ein Zugpaar am Tag. Hier werden auch Wagen älterer Bauart des gehobenen Komforts verwendet. Sie sind allerdings nicht umgezeichnet, so dass Garnituren unterwegs sind, die ausschließlich aus Wagen erster Klasse oder aus Liegewagen zweiter Klasse gebildet werden. Für alle diese Wagen gilt aber der Einheitspreis „Pullman“.

### Projekte
- Hochgeschwindigkeitsstrecke Ankara–Istanbul (der erste Abschnitt ging 2009 in Betrieb) (für Züge mit bis zu 250 km/h)
- Hochgeschwindigkeitsstrecke Ankara–Konya (Eröffnung 24. August 2011)[11]
- Hochgeschwindigkeitsstrecke Ankara–Sivas (mit Umgehung von Kayseri)
- Abzweig der Strecke Ankara–Istanbul nach Bursa.
- Erneuerung der S-Bahn (Egeray) in Izmir.
- Untertunnelung des Bosporus in Istanbul.[12] Eine Verlängerung nach Kapikule an der bulgarischen Grenze ist geplant.[13]
- Bahnstrecke Kars–Achalkalaki–Tiflis–Baku – gemeinsames Projekt der Türkei mit Georgien und Aserbaidschan.

## ÖPNV

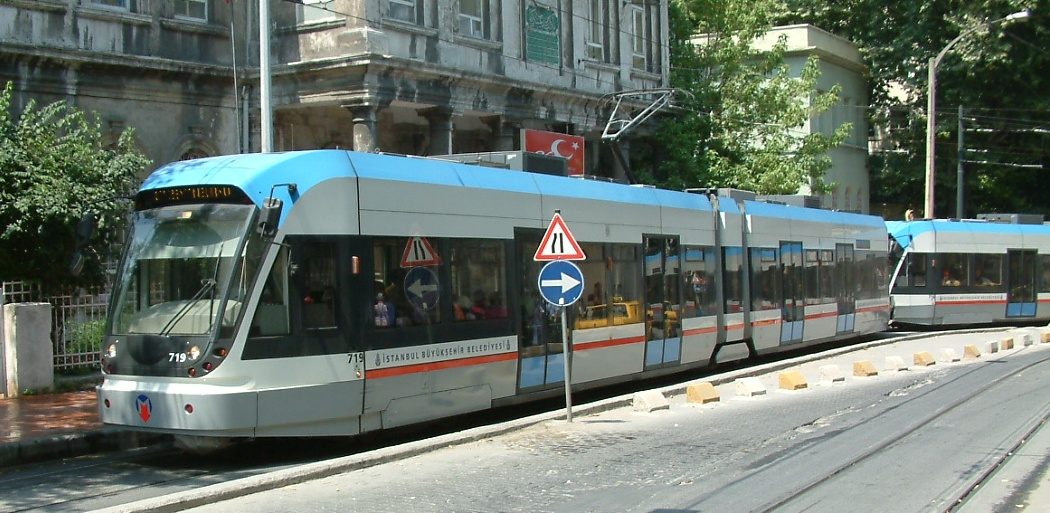
Çağdaş Tramvay

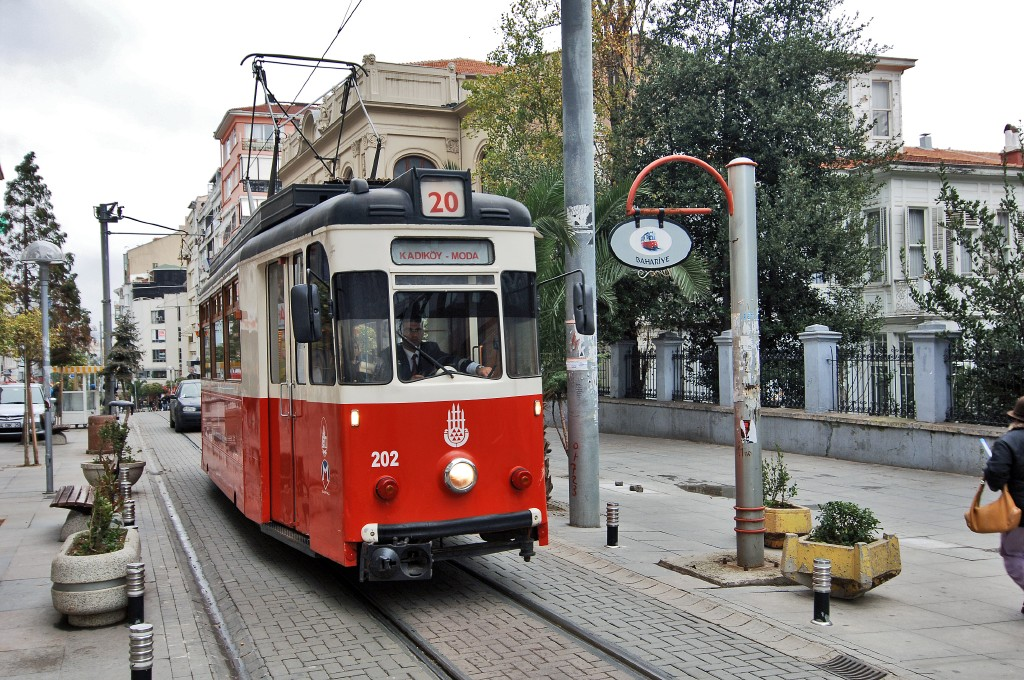
Moda Tramvay

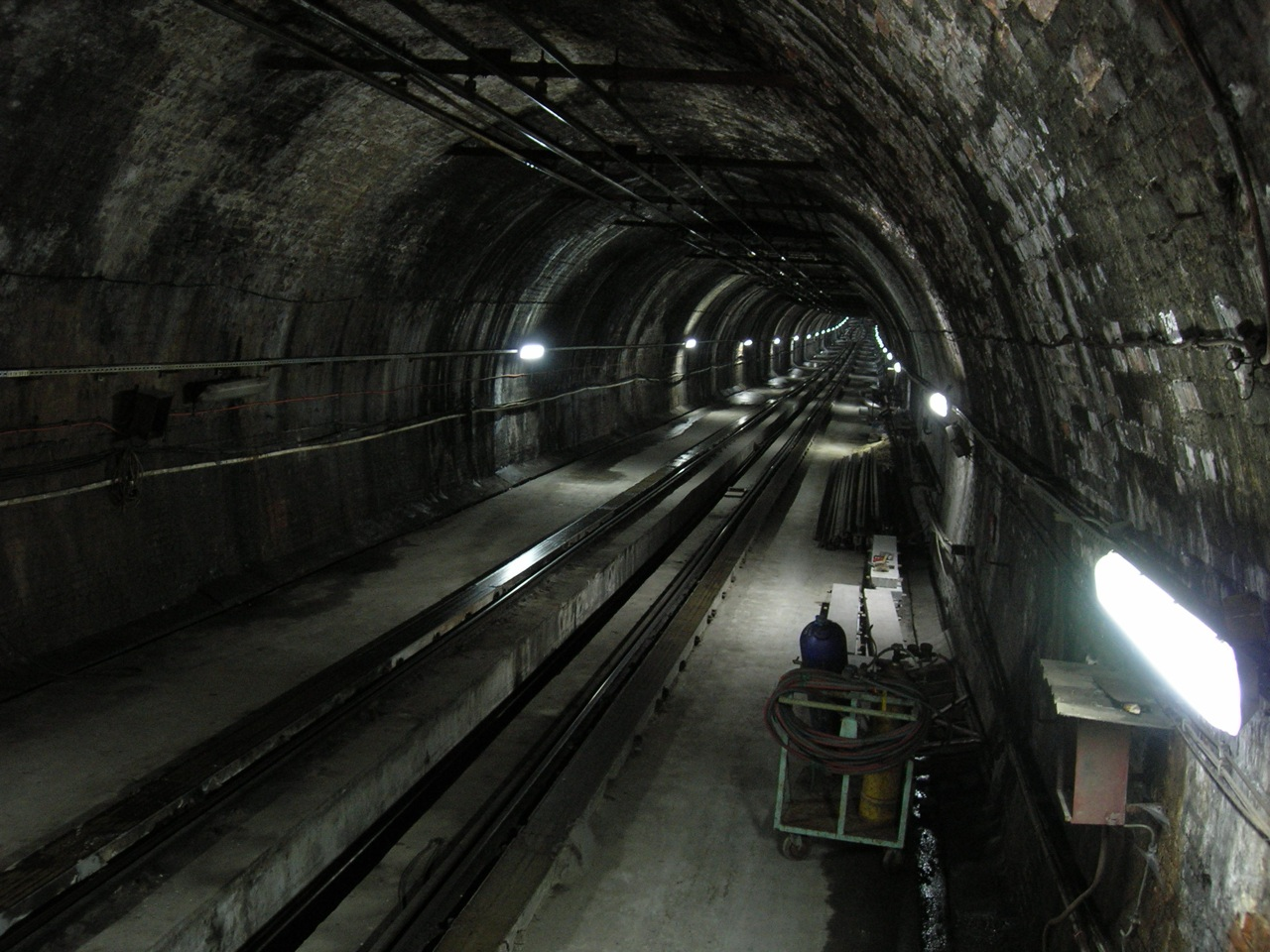
Die Anlage des Tünel

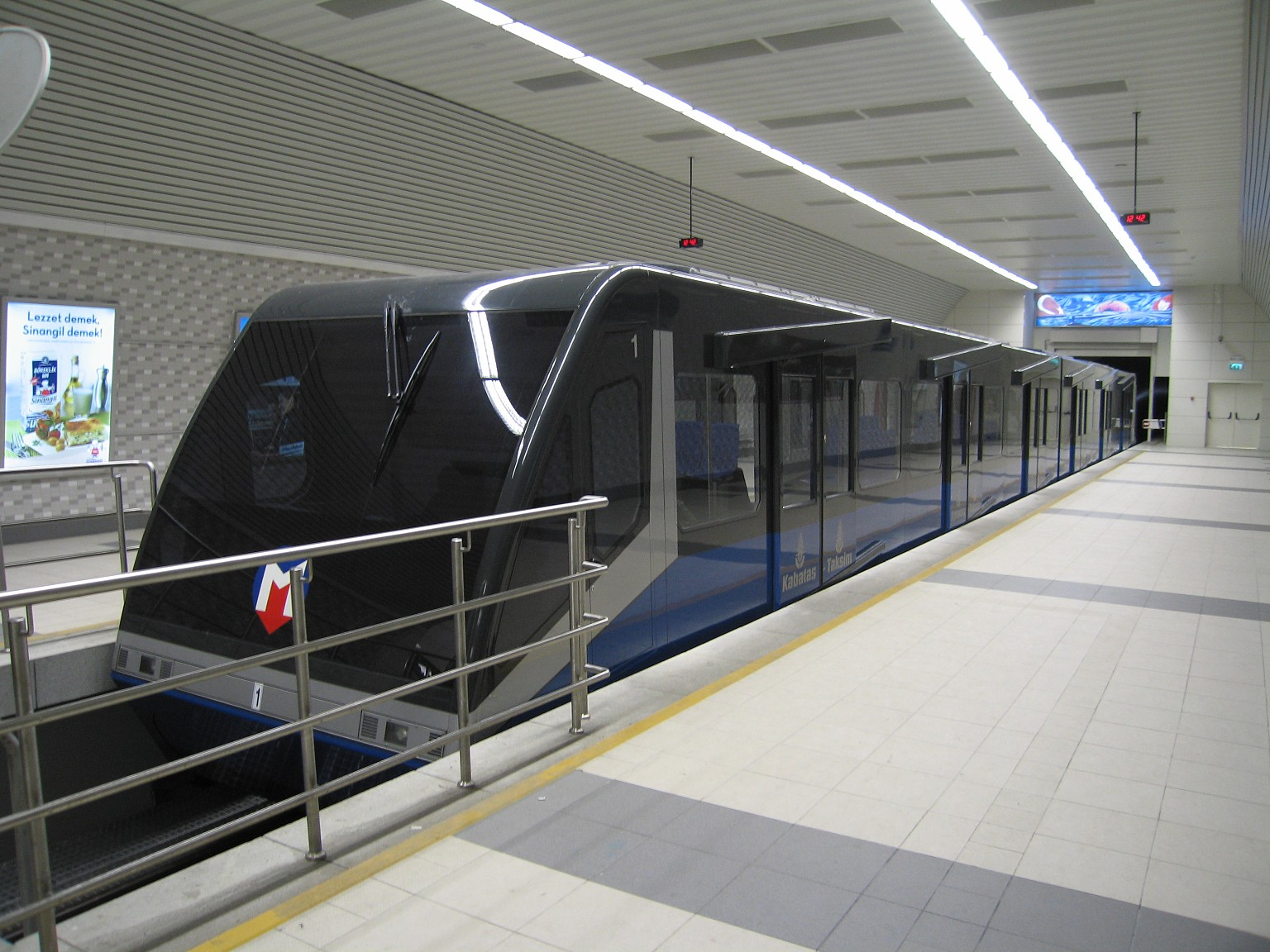
Füniküler Kabataş–Taksim

Der erste innerstädtische Nahverkehr in der heutigen Türkei wurde bereits 1869 in Form einer Pferdestraßenbahn in Istanbul in Betrieb genommen. Pferdebahnen gab es auch in Izmir. Beide Städte führten, beginnend mit Istanbul auf der europäischen Seite im Jahr 1913, elektrische Straßenbahnen ein. Nach dem Zweiten Weltkrieg wurden sie wie in vielen anderen Ländern zunehmend als Hindernis für den Straßenverkehr betrachtet und stillgelegt. In Izmir wurde der Betrieb 1954 eingestellt, aus dem europäischen Teil von Istanbul verschwanden die elektrischen Straßenbahnen 1961. Zuletzt wurde 1966 die Straßenbahn im asiatischen Teil Istanbuls zugunsten von Bussen eingestellt. Über viele Jahre bestand der innerstädtische Schienennahverkehr in der Türkei ausschließlich aus dem Istanbuler Tünel, einer unterirdisch verlaufenden Standseilbahn. Die Renaissance der Straßenbahn, die in den 1980er Jahren in Frankreich begann, führte dazu, dass auch in der Türkei der Schienenverkehr wieder als Lösungsansatz für großstädtische Verkehrsprobleme betrachtet wird. Inzwischen gibt es in Istanbul, Konya, Gaziantep, Eskişehir, Samsun, Kayseri und Antalya neue Straßenbahnbetriebe. Parallel dazu entstanden U-Bahnen in Ankara, Istanbul, Izmir, Bursa und Adana.
Einen S-Bahn-Verkehr, in der Türkei als Banliyö Trenleri bezeichnet, gibt es in Istanbul (sowohl auf der europäischen als auch auf der asiatischen Seite), in Izmir und Ankara – dort elektrisch betrieben – und zwischen Adana, Tarsus und Mersin mit Dieselzügen.

### Istanbul
Die größte Stadt der Türkei besitzt ein umfangreiches Schienennetz. Neben der von der TCDD betriebenen S-Bahn gibt es mehrere weitere schienengebundene Nahverkehrsangebote, allerdings alle in unterschiedlicher inkompatibler Technik. So ist Istanbul noch weit davon entfernt, ein geschlossenes, übersichtliches Nahverkehrsnetz zu besitzen. Die Linien sind meist darauf ausgelegt, Arbeitnehmer von den Vororten ins Zentrum zu bringen, einige Linien werden überwiegend von Touristen benutzt.

#### S-Bahn Istanbul
Die S-Bahn verläuft auf beiden Seiten ins Hinterland und verbindet so die dort gelegenen Stadtteile und Orte mit den Istanbuler Innenstadtbahnhöfen. Auf der europäischen Seite mit einer Streckenlänge von 30 km und auf der asiatischen Seite mit einer Streckenlänge von 44 km. Mit dem Marmaray-Tunnel sollen beide Netzteile verbunden werden, bislang wird der Tunnel aber noch als Inselbetrieb bedient.

#### Metro Istanbul
Die erste Linie der Metro Istanbul, die Linie M2, wurde im Jahr 2000 eröffnet. Sie ist rund 23,5 Kilometer lang und hat 13 Stationen. Die Linie M2 fährt vom nördlichen Stadtteil Hacıosman über das Finanzzentrum Levent und dem Taksim-Platz nach Şişhane. Eine südliche Verlängerung nach Yenikapı ging 2014 in Betrieb. Inzwischen wurden mit der Linie M3, der Linie M4, der Linie M5, der Linie M6, der Linie M7, der Linie M8 und der Linie M9, sieben weitere Linien eröffnet. Weitere Strecken sind in Bau und sollen in den kommenden Jahren eröffnet werden.

#### Hafif Metro (Istanbul)

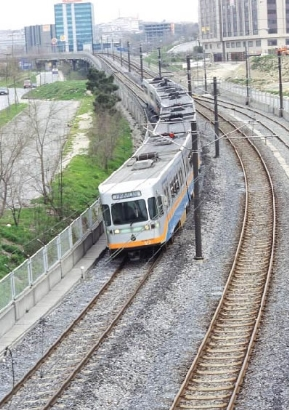
Hafif Metro im Stadtteil Zeytinburnu

Die Hafif Metro Istanbul ist eine Stadtbahn im Westen Istanbuls. Ihre erste Linie M1 wurde 1989 eröffnet und anschließend kontinuierlich erweitert. Derzeit besteht das Netz aus den zwei unterschiedlichen Linien M1 und T4. Seit 2002 verbindet die M1 auf einer Länge von etwa 20 km den Flughafen mit der Innenstadt. Außerdem gibt es eine Zweigstrecke, die weiter in die westlichen Vorstädte ausgebaut werden soll.
Die T4 wurde 2007 eröffnet und fährt von Topkapı nach Sultançiftliği. In Topkapı besteht ein Übergang zur Straßenbahnlinie T1 und zu den von der İETT betriebenen Metrobussen (türk. Metrobüs).

#### Straßenbahnen
Es existieren inzwischen drei Straßenbahnlinien im Großraum Istanbul. Davon werden zwei von der Metro Istanbul betrieben.
Die Linie T1 führt quer durch das historische Istanbul (Streckenlänge knapp 20 Kilometer). Die Eröffnung fand am 13. Juni 1992 auf dem Abschnitt Beyazıt – Yusufpaşa statt. In mehreren Abschnitten wurde die Strecke bis in den Stadtteil Zeytinburnu verlängert (31. Januar 1994). Die Verlängerung vom Bahnhof Sirkeci nach Eminönü (20. April 1996) und dann weiter nach Kabataş brachte auch den Anschluss über die neue Galatabrücke an die Stadtteile nördlich des Goldenen Horns. Seit dem 4. Februar 2011 fährt die Linie T1 von Zeytinburnu weiter nach Bağcılar; dadurch wurde die ehemalige Linie T2 von Zeytinburnu nach Bağcılar aufgelöst.
Die Straßenbahnlinie T3 ist eine Museumsstraßenbahn zwischen Kadıköy und Moda im asiatischen Teil der Stadt. Sie wurde am 1. November 2003 eröffnet. Es handelt sich um eine nur in einer Richtung betriebene, 2,6 Kilometer lange Ringstrecke, die einen eindrucksvollen Parcours durch den hügeligen und mit engen Straßen durchzogenen Stadtteil verfolgt. Die Strecke wird mit verschiedenen Gotha- (T57, T59) und Rekowagen (TZ 70) bedient, die fast durchweg von der Jenaer Nahverkehr GmbH stammen. Auf den Fahrzeugen ist die Linienbezeichnung 20 zu lesen (dies ist jedoch keine gültige Linienbezeichnung).
Die Nostaljik Tramvay ist eine 1,6 Kilometer lange, historische Straßenbahn ohne konkrete Linienbezeichnung, die in der ehemaligen Pera-Straße und heutigen İstiklal Caddesi im Stadtteil Beyoğlu zwischen dem Tünel-Platz und dem Taksim-Platz verkehrt. Die mit historischen Fahrzeugen durchgeführte Linie wurde am 12. April 1990 eröffnet und wird seitdem von der İETT betrieben.

#### Standseilbahnen
Die Tünel-Bahn zwischen Karaköy und dem Tünel-Platz im auf dem Hügel gelegenen Stadtteil Beyoğlu ist eine 574 Meter lange unterirdische Standseilbahn ohne Linienbezeichnung, die am 12. Januar 1875 eröffnet wurde. Sie ist die drittälteste U-Bahn der Welt.
Die Füniküler Kabataş–Taksim, die die Liniennummer F1 besitzt, führt vom am Bosporus gelegenen Kabataş zum Taksim-Platz hinauf. Diese unterirdisch verlaufende Standseilbahn wurde am 30. Juni 2006 eröffnet und verbindet die etwa einen halben Kilometer voneinander entfernten Endpunkte in 110 Sekunden.

### Izmir

#### S-Bahn Izmir (İZBAN)
Auf den von Izmir ausgehenden Eisenbahnstrecken wurde bereits bald nach deren Inbetriebnahme ein erster Vorortverkehr eingerichtet. Das entstandene, von den beiden Kopfbahnhöfen Alsancak und Basmane ausgehende Netz wurde bis 1983 mit dampfbespannten Zügen bedient, die dann durch gebrauchte Diesellokomotiven der DB-Baureihe V 100 ersetzt wurden. 2007 wurde das System durchgreifend modernisiert und mit elektrischen Triebzügen neu in Betrieb genommen. Diese verkehren auf insgesamt 136 km Strecke zu den Vororten Selçuk und Aliağa.

#### Metro Izmir
Die Metro in Izmir wurde ab 1995 errichtet. Im Jahr 2000 wurde der erste Abschnitt eröffnet. Das bislang aus einer Linie bestehende System wurde seitdem mehrmals verlängert. Der nordöstlich der Innenstadt gelegene Abschnitt nach Bornova wurde unter Verwendung einer früheren Vorortbahn errichtet.

#### Straßenbahnen
Es existieren inzwischen drei Straßenbahnlinien im Izmir. Davon werden von der Izmir Metro betrieben.
Linie T1, zwischen Alaybey-Kâtip Çelebi Üniversitesi und Ataşehir-Mavişehir
Linie T2, zwischen Halkapınar-Fahrettin Altay
Linie T3, zwischen Ataşehir Kavşağı-Ataşehir Kavşağı (Ring)

### Bursa

#### BursaRay
BursaRay ist die U-Bahn von Bursa. Sie wurde ab 2002 errichtet. Die Linie 2 fährt vom Westen von der Station Uludağ Universität nach Kestel im Osten der Stadt. Die Linie 1 startet im nördlichen Bezirk Emek und nutzt von Bursaspor / Acemler bis Yavuz Selim die gleiche Strecke wie die Linie 1. Eine Erweiterung nach Şehir Hastanesi von Emek ist im Bau und eine Erweiterung von der Uludağ Universität bis Görükle ist geplant. (Stand: Februar 2024)